# Archiearinae
De Archiearinae zijn een onderfamilie van de spanners (Geometridae). 

## Geslachten
De onderfamilie bevat de volgende geslachten:
- Acalyphes
- Archiearides
- Archiearis
- Boudinotiana
- Caenosynteles
- Dirce
- Lachnocephala
- Leucobrephos